# Wojna domowa w Jemenie Północnym
Wojna domowa w Jemenie Północnym – wojna w Jemenie Północnym w latach 1962–1970.
We wrześniu 1962 r. w Jemenie Północnym dokonano zamachu stanu, w wyniku którego rewolucjoniści proklamowali republikę. Rządzący dotychczas krajem imam Muhammad al-Badr zbiegł do Arabii Saudyjskiej, gdzie organizował kontrrewolucję. Rojalistów prócz Arabii Saudyjskiej wsparły m.in. Jordania oraz Wielka Brytania, które dostarczyły im broni i pieniędzy. W wyniku walk w październiku 1962 rojaliści zajęli większą część kraju, z wyjątkiem dużych miast. Po stronie republikanów opowiedział się Egipt, który przysłał im do pomocy 50-tysięczne oddziały wojska. Wybuchła wojna domowa.
W roku 1966 korpus egipski, po poniesieniu znacznych strat, zmuszony został do wycofania się z rejonów górskich, a rok później opuszczenia Jemenu. Trwały walki o stolicę kraju Sanę, której nie udało się jednak zdobyć rojalistom. W roku 1967 na czele rządu stanął generał Abd Allah as-Sallal. Rok później doszło do kolejnej ofensywy na Sanę i tym razem zakończonej niepowodzeniem. We wrześniu 1969 r. republikanie zdobyli ostatni punkt oporu rojalistów w mieście Saada. Walki ustały. W maju 1970 obie strony zawarły porozumienie w wyniku którego wielu rojalistów weszło do władz republiki. Obalony imam al-Badr pozostał na emigracji.